# Jan Štěpánek
Jan Štěpánek (* 14. června 1937 Praha – 6. června 2013 u Basileje) byl český a švýcarský lékař.

## Život
Vystudoval lékařství v Praze a promoval v roce 1961. Pracoval v Hlavově ústavu Fakulty všeobecného lékařství, později jako odborný internista ve Fakultní nemocnici a v Kardiopulmonární laboratoři, která byla referenční laboratoří Světové zdravotnické organizace.
V roce 1968 se opakovaně veřejně postavil za práva nestraníků, kteří byli v tehdejším Československu druhořadými občany. Spoluzaložil Klub angažovaných nestraníků a stal se jeho druhým předsedou. V září 1968 byl vedením Karlovy univerzity vyzván k odjezdu do ciziny (vyhoštěn).
V zahraničí pracoval v kardiovaskulárním výzkumu firmy Ciba-Geigy v Basileji. Publikoval několik desítek prací a měl příležitost navštívit řadu vedoucích pracovišť v USA. I v době práce ve farmaceutickém průmyslu měl pravidelné klinické dny, aby neztratil styk s klinickou medicínou. Po získání švýcarské internistické odbornosti se věnoval nemocným a medicíně.
Žil s manželkou a dvěma, dnes dospělými, syny v Zeiningenu u Basileje.

## Publikace
- Jan Štěpánek: Vedoucí role KSČ v roce 1968 – Příspěvek k politické anatomii Pražského jara, Svobodný zítřek, po listopadu 1989[1]
- Jan Štěpánek: Perspektivy občanské angažovanosti v ČSFR a v Evropě, k setkání KANu na Žofíně 16. 5. 1990[1]
- Jan Štěpánek: Několik poznámek ke sjezdu KANu, k ustavujícímu sjezdu KANu 6. 10. 1990 – citát:

Od pracovníků Vládní komise pro vyšetřování událostí z let 1967-70 jsem se dozvěděl, že L.I. Brežněv považoval v r. 1968 KAN za nejnebezpečnější organizaci a za důvod k intervenci v ČSSR ... Jako bývalý předseda Přípravného výboru KAN v r. 1968 .... mám poslední velké přání ... zvolte schopné lidi, s čistým srdcem, s čistýma rukama, bez skvrn kolaborace s bývalou státní bezpečností.
- Jan Štěpánek: 1968: Jak se nás komunisté báli – Vzpomínky na Klub angažovaných nestraníků, Britské listy, 30.6.2005
- Pavel Holba: Zemřel dr. Jan Štěpánek, zakládající člen KANu – Jan Štěpánek: „Nové politické problémy“ (poznámky z jara 2008, které nebyly určeny k publikaci), Britské listy, 10.6.2013